# Gesamtministerium Beck
Das Gesamtministerium Beck bildete vom 21. Mai 1914 bis 26. Oktober 1918 die von König Friedrich August III. berufene Landesregierung des Königreiches Sachsen. 
| Amt                                                                     | Name |
| ----------------------------------------------------------------------- | --- |
| Vorsitzender des Gesamtministeriums, Kultus und öffentlicher Unterricht | Heinrich Gustav Beck |
| Äußeres                                                                 | Christoph Johann Friedrich Vitzthum von Eckstädt                                                                                                |
| Inneres                                                                 | Christoph Johann Friedrich Vitzthum von Eckstädt                                                                                                |
| Justiz                                                                  | Paul Arthur Nagel, 21. Mai 1914 – 12. Mai 1918 Rudolf Heinze (NLP), ab 13. Juni 1918                                                            |
| Finanzen                                                                | Ernst von Seydewitz |
| Krieg                                                                   | Adolph von Carlowitz, 21. Mai 1914 – 10. September 1914 Karl Victor von Wilsdorf, ab 10. September 1914 (vorläufig)/ab Oktober 1915 (definitiv) |